# Probability plot
In statistica un probability plot è una tecnica grafica per comparare due set di dati: entrambi osservazioni empiriche, oppure uno un set empirico e l'altro uno teorico, o (più raramente) entrambi set teorici.
Comunemente si riferisce a uno tra:
- P-P plot, "Probability-Probability" or "Percent-Percent" plot
- Q-Q plot, "Quantile-Quantile" plot.

Il Q-Q plot è quello più comunemente usato. Un suo caso particolare è il normal probability plot, un Q-Q plot contro la distribuzione normale.
Il termine "probability plot" può riferirsi ad entrambi questi tipi, oppure riferirsi specificamente al P-P plot.